# Angiom
Angiom (av gr. angeion, kärl, och -oma, svulst) är en missbildning eller godartad tumör i ett kroppens av blodkärl (hemangiom) eller lymfkärl (lymfangiom). Angiom i huden visar sig som röda födelsemärken, men kan även förekomma inne i kroppen. Sturge-Webers sjukdom kan orsaka samtidiga angiom i huden och hjärnan.
Spindelvävsformade angiom kan vara ett tecken på levercirros.